# Weathertech Sportscar Championship 2025
Weathertech Sportscar Championship 2025 är den tolfte säsongen av den nordamerikanska racingserien för sportvagnar och GT-bilar, Weathertech Sportscar Championship och sanktioneras av International Motor Sports Association. Säsongen omfattar 11 deltävlingar.

## Tävlingskalender
| Datum         | Bana            |
| ------------- | --------------- |
| 25-26 januari | Daytona         |
| 15 mars       | Sebring         |
| 12 april      | Long Beach      |
| 11 maj        | Laguna Seca     |
| 31 maj        | Detroit Circuit |
| 29 juni       | Watkins Glen    |
| 13 juli       | Mosport         |
| 3 augusti     | Road America    |
| 24 augusti    | Virginia        |
| 21 september  | Indianapolis    |
| 11 oktober    | Road Atlanta    |